# La cuynera catalana
La cuynera catalana (La cocinera catalana) o con su título completo La cuynera catalana, ó sia, reglas útils, fácils, seguras y económicas per cuynar bé; escullidas dels autors que millor han escrit sobre aquesta materia (La cocinera catalana, o sea, reglas útiles, fáciles, seguras y económicas para cocinar bien; escogidas de los autores que mejor han escrito sobre esta materia), se trata de un recetario práctico anónimo, escrito en catalán en el año 1835. Actualmente ayuda a describir parte de la cocina catalana del momento. No sólo contiene recetas sino todo lo relacionado con la cocina, desde los principios básicos de limpieza, orden, etc. En el cuarto libro define el público al que va dirigido el manual, que está hecho con «un método claro y sencillo, proporcionado a la capacidad e inteligencia de los ignorantes». Las medidas de volumen de líquido en este libro se hacen con porrones, una antigua unidad de capacidad.

## Composición
Está compuesto por cuatro cuadernos temáticos, cada uno de ellos en dos partes, una más teórica y general sobre cómo mantener la cocina limpia etc. y una segunda parte que consta de un listado de recetas:
- En el primer cuaderno se hace una introducción de lo que debe ser un buen cocinero en la época (o cocinera, o sea, en casa y no en un restaurante), y hay numerosas recetas de sopas y cocidos, platos de verdura y parte de los platos de carne.
- En el segundo cuaderno se habla de la limpieza y el orden y se pasa a las recetas de carnes, rellenos, setas, salsas y huevos.
- En el tercer cuaderno se habla de las normas de etiqueta y como ser un buen anfitrión, en este caso no se dirige sólo a las mujeres (el título dice «cocinera») sino que generaliza «a todo amo de casa». Las recetas son todas de pescado excepto las dos últimas, que son postres, concretamente el manjar blanco (que para este autor equivale al mató de monja, que no es un requesón, sino una especie de flan en forma de teta que hacían las monjas de Pedralbes) y la crema catalana, que allí es, simplemente, «crema».
- El cuarto cuaderno está dedicado a la «repostería» salada y dulce. Comienza por una breve introducción en la que se recomienda conocer los ingredientes, emplear los que son de buena calidad y avisa de que en estas recetas se deben seguir las proporciones dadas y no poner una cantidad cualquiera de cada ingrediente. En la primera parte del «Tratado de repostería» se incluyen platos de macarrones, empanadas saladas y tortas, y tartas saladas de pescado, carne, pollo, verduras e incluso hay unos pastelitos de ranas. Después, como si fuera un nuevo cuaderno, habla de nuevo de consejos generales, esta vez para los dulces, y define conceptos de confitería como los diferentes puntos del jarabe (punto de bola, etc.), en las recetas explica cómo confitar frutas y verduras, galletas y pastitas (llamadas pastillas), bombones, mermeladas, caramelos, cocas (biscuits), panellets, mazapanes, turrones y licores.

## Ediciones modernas
- Existe una edición crítica y actualizada con introducción de Carme Queralt, publicada por Cossetània en el año 2009, ISBN 978-84-9791-438-3